# Persone di nome Conrad
| Questa pagina contiene informazioni ricavate automaticamente dalle voci biografiche con l'ausilio del template Bio e di un bot. L'aggiornamento è periodico e automatico e ricostruisce completamente la pagina. Se manca una persona in questa lista, sei pregato di non aggiungerla, ma accertati piuttosto che la sua voce biografica contenga il template Bio e che i dati anagrafici siano correttamente compilati. Se il template Bio manca, inseriscilo tu stesso o, in alternativa, metti l'avviso {{tmp\|Bio}} che ne segnala la mancanza. Se i dati riportati sono sbagliati, correggi direttamente la voce biografica; le modifiche saranno visibili in questa lista entro pochi giorni. Per chiarimenti vedi il progetto antroponimi. La lista contiene solo le 90 persone che sono citate nell'enciclopedia e per le quali è stato implementato correttamente il template Bio. Pagina aggiornata al 22 lug 2025. |

Questa è una lista di persone presenti nell'enciclopedia che hanno il nome Conrad, suddivise per attività principale.

## Alpinisti(1)
- Conrad Anker, alpinista e scrittore statunitense (California, n. 1962)

## Ammiragli(2)
- Conrad Engelhardt, ammiraglio tedesco (Luneburgo, n. 1898 - Luneburgo, † 1973)
- Conrad Helfrich, ammiraglio olandese (Semarang, n. 1886 - L'Aia, † 1962)

## Architetti(3)
- Conrad Fredrik von der Lippe, architetto norvegese (n. 1833 - † 1901)
- Conrad Emmanuel Steinbrecht, architetto tedesco (Tangermünde, n. 1849 - Malbork, † 1923)
- Conrad Wahn, architetto tedesco (Niederaula, n. 1851 - Kornelimünster, † 1927)

## Artisti(1)
- Conrad Marca-Relli, artista statunitense (Boston, n. 1913 - Parma, † 2000)

## Attori(9)
- Conrad Asquith, attore britannico (Oxford, n. 1945)
- Conrad Bain, attore canadese (Lethbridge, n. 1923 - Livermore, † 2013)
- Conrad Coates, attore britannico (Londra, n. 1970)
- Conrad Goode, attore, musicista e produttore cinematografico statunitense (Columbia, n. 1962)
- Conrad Nagel, attore statunitense (Keokuk, n. 1897 - New York, † 1970)
- Conrad Phillips, attore inglese (Londra, n. 1925 - Chippenham, † 2016)
- Conrad Pla, attore e ex kickboxer spagnolo (Madrid, n. 1966)
- Conrad Ricamora, attore e cantante statunitense (Santa Maria, n. 1979)
- Conrad Veidt, attore tedesco (Potsdam, n. 1893 - Hollywood, † 1943)

## Biochimici(1)
- Conrad Arnold Elvehjem, biochimico statunitense (McFarland, n. 1901 - Madison, † 1962)

## Biologi(1)
- Conrad Hal Waddington, biologo britannico (Evesham, n. 1905 - Edimburgo, † 1975)

## Botanici(1)
- Conrad Moench, botanico, farmacista e chimico tedesco (Kassel, n. 1744 - Marburgo, † 1805)

## Calciatori(4)
- Minotti Bøhn, calciatore norvegese (n. 1888 - † 1975)
- CJ Egan-Riley, calciatore inglese (Manchester, n. 2003)
- Conrad Harder, calciatore danese (Holte, n. 2005)
- Conrad Wallem, calciatore norvegese (Tønsberg, n. 2000)

## Canottieri(2)
- Conn Findlay, canottiere e velista statunitense (Stockton, n. 1930 - † 2021)
- Conrad Robertson, ex canottiere neozelandese (n. 1957)

## Cantautori(2)
- Conrad Lant, cantautore e bassista inglese (Londra, n. 1963)
- Conrad Sewell, cantautore australiano (Brisbane, n. 1988)

## Cavalieri(1)
- Conrad Homfeld, cavaliere statunitense (Pinehurst, n. 1951)

## Cestisti(2)
- Connie Dierking, cestista statunitense (Brooklyn, n. 1936 - Cincinnati, † 2013)
- Conrad McRae, cestista statunitense (New York, n. 1971 - Irvine, † 2000)

## Compositori(2)
- Con Conrad, compositore e paroliere statunitense (New York, n. 1891 - Van Nuys, † 1938)
- Conrad Susa, compositore statunitense (Springdale, n. 1935 - † 2013)

## Direttori della fotografia(1)
- Conrad L. Hall, direttore della fotografia statunitense (Papeete, n. 1926 - Santa Monica, † 2003)

## Dirigenti sportivi(1)
- Conrad Warner, dirigente sportivo e calciatore inglese (Cripplegate, n. 1850 - New York, † 1890)

## Doppiatori(1)
- Conrad Vernon, doppiatore, animatore e regista statunitense (Lubbock, n. 1968)

## Editori(1)
- Conrad Black, editore, scrittore e politico britannico (Montréal, n. 1944)

## Filologi(1)
- Conrad Bursian, filologo classico e archeologo tedesco (Mutzschen, n. 1830 - Monaco di Baviera, † 1883)

## Flautisti(1)
- Conrad Klemm, flautista svizzero (Zurigo, n. 1925 - Lugano, † 2010)

## Geografi(1)
- Conrad Malte-Brun, geografo danese (Thisted, n. 1775 - Parigi, † 1826)

## Ginnasti(3)
- Conrad Böcker, ginnasta tedesco (Lipsia, n. 1870 - Francoforte sul Meno, † 1936)
- Conrad Carlsrud, ginnasta norvegese (Kjose, n. 1884 - Waterbury, † 1973)
- Conrad Christensen, ginnasta norvegese (Oslo, n. 1882 - Oslo, † 1950)

## Imprenditori(2)
- Conrad Dietrich Magirus, imprenditore e vigile del fuoco tedesco (Ulma, n. 1824 - Ulma, † 1895)
- Conrad Hilton, imprenditore statunitense (San Antonio, n. 1887 - Santa Monica, † 1979)

## Incisori(1)
- Conrad Lauwers, incisore fiammingo (Anversa, n. 1622 - Anversa, † 1675)

## Inventori(1)
- Conrad Graf, inventore austriaco (Riedlingen, n. 1782 - Vienna, † 1851)

## Matematici(1)
- Conrad Dasypodius, matematico e astronomo svizzero (Frauenfeld, n. 1532 - Strasburgo, † 1600)

## Medaglisti(1)
- Conrad Bloc, medaglista olandese (Gand, n. 1550 - Gand)

## Militari(3)
- Conrad Heyer, militare statunitense (Waldoboro, n. 1749 - Waldoboro, † 1856)
- Conrad Petrasch, militare e ingegnere austriaco (Vienna, n. 1807 - Klosterbruck, † 1863)
- Conrad Swan, ufficiale canadese (n. 1924 - † 2019)

## Monaci cristiani(1)
- Conrad Sweynheym, monaco cristiano e tipografo tedesco (Bensheim - Roma)

## Montatori(2)
- Conrad Buff IV, montatore statunitense (Los Angeles, n. 1948)
- Conrad A. Nervig, montatore statunitense (Contea di Grant, n. 1889 - San Diego, † 1980)

## Musicisti(1)
- Conrad Janis, musicista e attore statunitense (New York, n. 1928 - Los Angeles, † 2022)

## Naturalisti(1)
- Conrad Gessner, naturalista, teologo e bibliografo svizzero (Zurigo, n. 1516 - Zurigo, † 1565)

## Nobili(1)
- Conrad von Preysing, nobile e politico tedesco (Leutkirch im Allgäu, n. 1843 - Monaco di Baviera, † 1903)

## Pallavolisti(1)
- Conrad Kaminski, pallavolista statunitense (West Allis, n. 1994)

## Pianisti(1)
- Sonny Clark, pianista e compositore statunitense (Herminie, n. 1931 - New York, † 1963)

## Piloti automobilistici(1)
- Conny Andersson, ex pilota automobilistico svedese (Alingsås, n. 1939)

## Pittori(3)
- Conrad Faber, pittore tedesco (Kreuznach - Francoforte)
- Conrad Hommel, pittore tedesco (Magonza, n. 1883 - Sielbeck, † 1971)
- Conrad Meyer, pittore e incisore svizzero (Zurigo, n. 1618 - Zurigo, † 1689)

## Poeti(1)
- Conrad Celtis, poeta, editore e umanista tedesco (Wipfeld, n. 1459 - Vienna, † 1508)

## Politici(5)
- Conrad Burns, politico e militare statunitense (Gallatin, n. 1935 - Billings, † 2016)
- Conrad Meyer, politico e giurista svizzero (Sciaffusa - Sciaffusa, † 1554)
- Conrad Zellweger, politico svizzero (Appenzello - † 1648)
- Conrad Zellweger, politico svizzero (Teufen, n. 1631 - Trogen, † 1695)
- Conrad Zellweger, politico svizzero (Trogen, n. 1664 - Trogen, † 1741)

## Registi(2)
- Conrad Rooks, regista, sceneggiatore e attore statunitense (Kansas City, n. 1934 - Massachusetts, † 2011)
- Conrad Wiene, regista e sceneggiatore tedesco (Vienna, n. 1878 - † 1934)

## Rugbisti a 15(2)
- Conrad Smith, ex rugbista a 15 e allenatore di rugby a 15 neozelandese (Hawera, n. 1981)
- Richardt Strauss, ex rugbista a 15 sudafricano (Pretoria, n. 1986)

## Sciatori alpini(1)
- Conrad Pridy, ex sciatore alpino canadese (Vancouver, n. 1988)

## Scrittori(4)
- Conrad Aiken, scrittore e poeta statunitense (Savannah, n. 1889 - Savannah, † 1973)
- Conrad Busken Huet, scrittore e critico letterario olandese (L'Aia, n. 1826 - Parigi, † 1886)
- Conrad Ferdinand Meyer, scrittore svizzero (Zurigo, n. 1825 - Kilchberg, † 1898)
- Conrad Richter, scrittore, sceneggiatore e giornalista statunitense (Pine Grove, n. 1890 - Pottsville, † 1968)

## Scultori(1)
- Conrad Max Süßner, scultore tedesco (Schlackenwerth, n. 1652)

## Storici dell'arte(1)
- Ulrich Thieme, storico dell'arte e lessicografo tedesco (Lipsia, n. 1865 - Lipsia, † 1922)

## Tastieristi(1)
- Conrad Schnitzler, tastierista, chitarrista e compositore tedesco (Düsseldorf, n. 1937 - Düsseldorf, † 2011)

## Teologi(1)
- Conrad Grebel, teologo svizzero (Zurigo, n. 1498 - Maienfeld, † 1526)

## Tiratori a segno(1)
- Conrad Karl Röderer, tiratore a segno svizzero (Trogen, n. 1868 - San Gallo, † 1928)

## Tiratori di fune(1)
- Conrad Magnusson, tiratore di fune statunitense (n. 1873 - Chicago, † 1924)

## Tuffatori(1)
- Conrad Lewandowski, tuffatore thailandese (n. 2001)

## Umanisti(1)
- Conrad Lycosthenes, umanista e enciclopedista francese (Rouffach, n. 1518 - † 1561)

## Velocisti(1)
- Conrad Williams, velocista britannico (Kingston, n. 1982)

## Wrestler(1)
- S.D. Jones, wrestler antiguo-barbudano (Antigua, n. 1945 - Antigua, † 2008)

## Senza attività specificata(2)
- Conrad Grünenberg, cavaliere medievale tedesco (Costanza - † 1494)
- C. Meyer Zulick, giurista e politico statunitense (n. 1839 - † 1926)